# 座りがちなライフスタイル

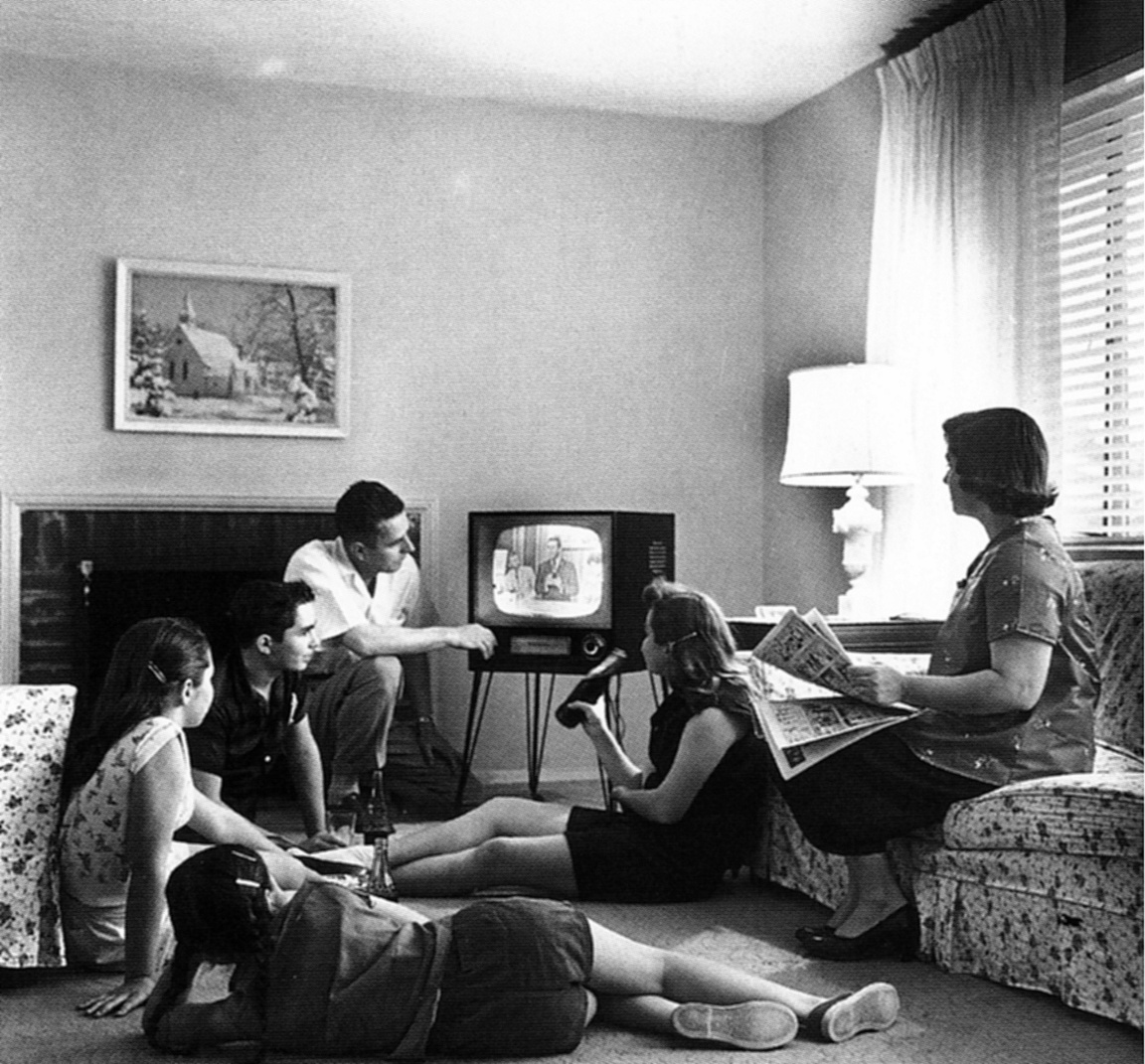
テレビを見るなどの体を動かさない時間の増加は、体を動かさない生活の特徴である。

座りがちなライフスタイル（すわりがちなライフスタイル、英: sedentary lifestyle）とは、体の活動性が全くない、もしくは不規則にしか活動性がない生活のことである。"sedentary lifestyle"は医学用語でもあり、日本医学会医学用語辞典ではその訳として、座りがちなライフスタイル、医中誌WEBではMeSHとして身体活動量の少ない生活が登録されている。
座りがちなライフスタイルの者は、英語の口語では「カウチポテト族」と呼ばれる。座りがちなライフスタイルは、発展途上国でも、先進国でも見られる。座りがちなライフスタイルとは、例えば、体を全くあるいはほとんど動かすこと無しに、1日の多くの時間を、座りながらあるいは横たわった状態で、読書をすること、テレビを見ること、ビデオゲームをすること、コンピューターを使うことなどで消費することである。このライフスタイルは、適度に身体を動かしていれば予防可能な疾患や死の原因となる。
「画面時間」とは、人が、テレビやコンピューター・モニターやモバイル機器の画面を見て費やす時間のことである。過剰な画面時間は、健康に悪い結果をもたらす 。

## 健康への影響

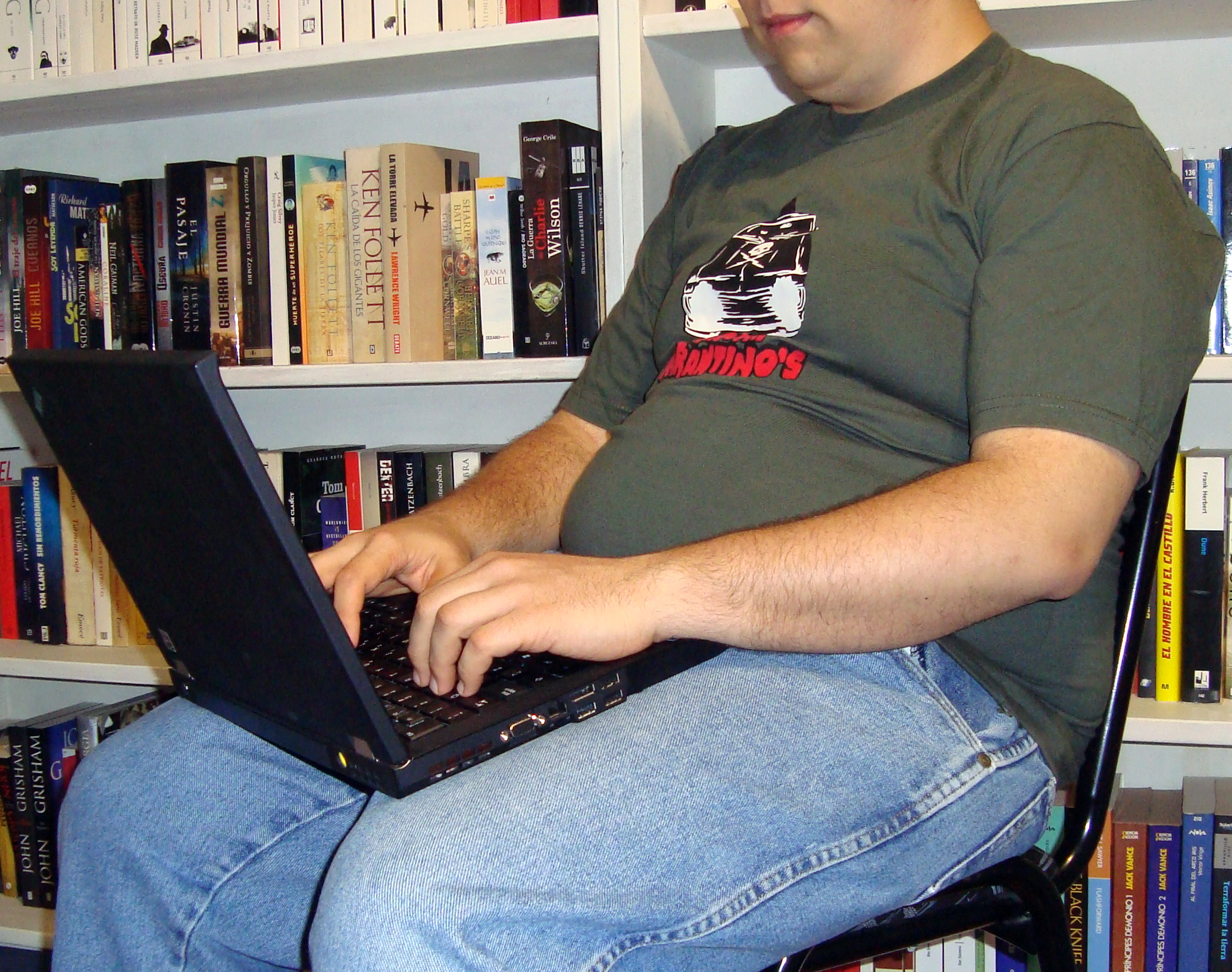
「長イスのジャガイモ」、つまり体を動かさない人。

体の活動性を欠くことは、世界の予防可能な死亡の原因のうち、非常に重要なものの1つである。
座りがちなライフスタイルは、早期死亡の原因になることがある。1日に5時間以上座ると、リスクが上がる。これは、激しい運動をすることや、BMIの値とは独立のリスク因子であることが示されている。じっとしている時間が長いほど、慢性疾患のリスクが高くなる。1日に4時間以上座る人は、1日に4時間未満しか座らない人に比べて、リスクは40%高い。しかし、週に少なくとも4時間の運動をする人は、1日に4時間未満しか座らない人と同じくらいに健康である。
座りがちな生活で体を動かさなければ、次のような状態のリスク因子となる。
- 認知機能低下と認知症[11]
- 不安[12][13][14]
- 心血管疾患[15][16]
- 死亡率（老人の死亡率は、男性では30%増え、女性ではリスクが2倍になる）[17]
- 深部静脈血栓症
- 抑うつ[12][14]
- 糖尿病[12]
- 大腸がん[12]
- 高血圧[12][18]
- 肥満[19][20]
- 脊椎側彎症 [20]
- 骨粗鬆症[12][21][22]
- 脂質異常症[12]
- 腎結石 [20]
- 椎間板ヘルニア (腰痛症)[23]
- 痛風

## 解決策
多くの健康・環境関係機関は自動車による移動から、安全で魅力的なウォーキングやサイクリングを促進することを目的とする「アクティブ・モビリティ」（活発な移動）の推進を解決策として採用している。
「ウエルネスプログラム」では道しるべとなる具体的な目標を持つことが必要不可欠である。
定期的な運動は心臓の健康を維持するためにも非常に重要であり、（友人と一緒に歩いたり、スポーツリーグでプレーするように）楽しみながら運動をするなら、より良い効果をもたらすことが期待できる。

## 歴史
英語の口語で「長イスのジャガイモ」を意味する「カウチポテト族」は1970年代後半にトム・イアッチーノによって生み出され、ロバート・アームストロングとジャック・ミンゴによる「カウチポテト」を特色とした2本の漫画『Dr Spud's Etiquette for the Couch Potato』 (1982) と『The Official Couch Potato Handbook』 (1983)によって普及した。
運動不足は筋萎縮、すなわち筋肉の収縮と弱体化を引き起こすことになり、これは物理的な損傷のリスクを高めてしまう。また、体力は免疫系機能と相関している。体力の低下は一般的に、免疫系の機能の低下を伴う。
身体活動の利点の周知にもかかわらず、アメリカ合衆国やイギリスでは多くの大人や子どもたちは比較的座りがちな生活を送っており、そのような利点を得られるほど十分な運動は行っていない。
2008年にアメリカで実施された「アメリカ国民健康インタビュー調査」（NHIS）によると、成人の36%が「運動不足」と見なされた。成人回答者の59%が週に10分以上続ける活発な身体活動に参加していなかった。

## 関連文献
- 坪田一男（著）『1日6時間座っている人は早死する!』ベストセラーズ、2013年7月9日。ISBN 978-4-584-12411-6